# 彰化縣立北斗國民中學
彰化縣立北斗國民中學，是一所位於臺灣彰化縣北斗鎮的縣立國民中學，面積5.6公頃。

## 校史沿革
1942年原本的北斗郡青年道場，改設為家政女學校，定名為北斗街外七箇街庄組合立北斗家政女學校（簡稱北斗家政女學校）。後因太平洋戰爭爆發，1943年4月，北斗女子家政學校改名為北斗農業實踐女學校。中華民國政府接收台灣後，1945年12月楊杏林接任校長，1946年3月11日改制為台中縣立北斗女子家政學校，同年4月改為台中縣立北斗初級中學，並於4月25日舉行開學典禮。1949年試辦高中一班，1950年改為完全中學，更名為台中縣立北斗中學（設有初中部與高中部），後因台灣省行政區域重新劃分，改為彰化縣立北斗中學。1961年8月設立田尾分部、永靖分部（分別於1964年、1966年獨立設校）。到了1968年8月，實施九年國民教育，改制為彰化縣立北斗國民中學，原本的高中部則歸為新設的台灣省立北斗高中（現為北斗家商）。

## 歷任校長
| 任期     | 姓名   | 服務期間               |
| -------- | ------ | ---------------------- |
| 第一任   | 楊杏林 | 1945年12月至1967年11月 |
| 第二任   | 蔣超俊 | 1967年11月至1969年8月  |
| 第三任   | 徐 瑛  | 1969年8月至1973年2月   |
| 第四任   | 許榮達 | 1973年2月至1979年8月   |
| 第五任   | 賀玉琴 | 1979年8月至1984年3月   |
| 第六任   | 謝正義 | 1984年3月至1989年8月   |
| 第七任   | 陳佳聲 | 1989年8月至1995年9月   |
| 第八任   | 謝東閔 | 1995年9月至1999年3月   |
| 第九任   | 張獻童 | 1999年3月至2003年2月   |
| 第十任   | 黃開成 | 2003年2月至2008年8月   |
| 代理校長 | 吳振坤 | 2008年8月至2009年1月   |
| 第十一任 | 李惠隆 | 2009年2月至2012年1月   |
| 第十二任 | 李碧瑤 | 2012年2月至2018年8月   |
| 第十三任 | 郭佳文 | 2018年8月至2025年8月   |
| 第十四任 | 吳炳連 | 2025年8月-現任         |

## 環境特色
北斗國中在校內建有多項綠能環境設施。包括校園屋頂空間設有太陽能光電發電系統，7棟校舍共使用2,083片太陽能板，為縣內設置容量最大的學校。另有科技智慧農場、雨撲滿集水系統、智慧雞舍、空氣品質感測器等設施，2020年獲得經濟部推動能源教育標竿獎中區金獎。
校內的圓頂天文台，則有直徑13公分大口徑折射式望遠鏡、赤道儀、遠端數位系統等可自動追焦與觀測設備，於2020年5月19日啟用。

## 歷史建築
北斗中正堂落成於1960年，為北斗國中學生集會場所。由於也開放社區使用，是北斗鎮早期重要藝文展演空間，成為當地居民共同記憶，因此在2008年4月11日公告登錄為彰化縣歷史建築。2014年校內學生以此建築為研究主題，參與國際網界博覽會競賽，作品獲得白金獎，並至總統府接受表揚。

## 校友會
北斗國中校友林昭庚、鄭政峯、鐘德禮等人，倡議於80周年校慶，成立北斗國中校友會。

## 附設補校
該校附設夜間補校，提供國民中學的學習課程。